# 乙酰丙酮铕
乙酰丙酮铕是一种含稀土金属铕的化合物，化学式为Eu(C5H7O2)3。

## 制备
乙酰丙酮铕可由乙酸铕在60°C下和乙酰丙酮回流得到。

## 性质
乙酰丙酮铕在紫外灯下显暗红色。它可以和四苯基卟啉衍生物形成配合物。